# Comuna Majur, Sisak-Moslavina
Majur este o comună în cantonul Sisak-Moslavina, Croația, având o populație de 1.185 de locuitori (2011).

## Demografie
Componența etnică a comunei Majur
     Croați (70,04%)
     Sârbi (27,26%)
     Necunoscut (0,25%)
     Neclasificat (2,03%)
Componența confesională a comunei Majur
     Catolici (68,27%)
     Ortodocși (27,93%)
     Fără religie și atei (1,27%)
     Necunoscută (1,69%)
     Alte religii (0,84%)
Conform recensământului din 2011, comuna Majur avea 1.185 de locuitori. Din punct de vedere etnic, majoritatea locuitorilor (70,04%) erau croați, cu o minoritate de sârbi (27,26%). Apartenența etnică nu este cunoscută în cazul a 0,25% din locuitori. Din punct de vedere confesional, majoritatea locuitorilor (68,27%) erau catolici, existând și minorități de ortodocși (27,93%) și persoane fără religie și atei (1,27%). Pentru 1,69% din locuitori nu este cunoscută apartenența confesională.